# 機神兵団 (漫画)
『機神兵団』（きしんへいだん）は、原作・山田正紀、作画・岡昌平による日本の漫画作品。『少年キャプテン』（徳間書店）にて連載されていた。単行本は徳間書店から、全3巻が刊行された。本項では続編の『機神兵団APOCALYPSE NOW』についても解説する。
基本的な設定は小説版『機神兵団』を踏襲しており、機神のメカデザインはアニメ版をベースにしている。だが、随所に岡のオリジナル設定が入っており、故に「岡版機神兵団」とも言われる。大きな違いは、部隊に明確な指揮官がいること、小説版での関東軍との小競り合いなどを大幅に省いたことで、小説版と比べて「地球人として異種知性体を倒す」という目的が鮮明になっており、漫画としてわかりやすくなっている。
その後、続編『機神兵団APOCALYPSE NOW』第2部3-5（最終）話が同人誌で発表されており、小説版とは大きく異なる展開になっている。原作ではわかりにくかった、モジュールや異種知性体の正体と、異種知性体と人類との関わり、異種知性体が攻めてきた理由、そして機神兵団が作られた裏の理由まで描かれており、『少年キャプテン』版が残した伏線の大部分を回収している。

## あらすじ

### 第1部
舞台は1937年、突如異種知性体（エイリアン）に襲撃され、大日本帝国陸軍上海駐屯第十三歩兵連隊は壊滅した。この事件は上海モニュメントロード事件と呼ばれ、表面上は無かったことにされたが、各国の首脳はこの事態に驚愕する。同事件に巻き込まれ、只一人生き残った土岐一馬中佐は異種知性体と戦う独立専門部隊「機神兵団」を設立し、渤海にある姑娘（くーにゃん）島異種知性体基地を制圧する。しかし、外敵を迎えても人類の敵は人類だった。第二次世界大戦が始まり、機神兵団は本来の目的を離れ戦争のために接収されそうになるが、無事日本領から脱出。異種知性体と盟約を結んだナチス・ドイツのパンツァーオルデン（装甲騎士団）とルッチェランドで戦うことになる。性能差で危機に瀕した機神兵団だったが、パンツァーカバリエ・フェンリルの暴走によって新たな展開を迎える。

### 第2部
第二次世界大戦後期、それまでドイツの裏に隠れ、戦争に関与して人間達の戦力の消耗を待っていた異種知性体が、突如攻勢に出てきた。異種知性体は、北米にて対異種知性体部隊PTO（ペトロヴィッチ条約機構）軍を追いつめる。だが、予想外の要因で異種知性体は兵力を失い、結果PTO軍の大反攻作戦により、地球上の拠点全てを失うほどの敗北を喫することになる。しかし、PTO軍も反攻作戦により消耗していた。敵母艦「機動帝国」はまだ地球の大気圏外に待機しており、次の攻撃が来たら凌げるかどうかわからない状況であった。また、姑娘島では異種知性体が残したと思われる、未だに動かない謎の大型動力炉「アンゴルモア」が発見された。異種知性体は稼動できる状態のアンゴルモアを別に擁している可能性があった。
今後の対策について会議している最中、異種知性体は「ツングース砲」で攻撃してきた。砲の一撃により、ルッチェランドは瞬時に地球上から消滅した。原子爆弾さえ玩具にしか見えない、その攻撃に恐れをなしたアメリカ・ソビエト・イギリス等は、PTOを脱退し、独自に異種知性体と和平の道を求めるようになる。そして日本との戦争を終わらせるために、原子爆弾を日本に投下する道を選ぶ。ここに来てさえ、人類の敵は人類であった。原子爆弾投下地点に姉がいることを知った大作は、土岐隊長の制止を振りきって、爆弾投下を阻止するため姉の元へ向かう。その行動に心を動かされ、土岐も異種知性体との最終決戦「トライスター作戦」を行うことを決意する。作戦に必要な原子爆弾を入手するべく機神兵団を動かし、爆弾の奪取に成功する。また、機神の第四世代機（竜神皇・風神皇・ケーニヒスフリュム）も全て完成し、後は姑娘島動力炉「アンゴルモア」＝「創世機雷神皇」が動くだけであった。
遂に「トライスター作戦」は開始され、異種知性体は攻撃を仕掛けてくる。しかし、異種知性体の長は、異種知性体との同盟任務を遂行中、行方不明になった旧日本軍将校・工藤精作であった! 工藤の狙いは、姑娘島動力炉を回収することだった。大作の駆る竜神皇は、多数の強襲揚陸要塞と重局地要塞の前に苦戦するが、マイヤーの駆るケーニヒスフリュムが増援として現れ、さらに「創世機雷神皇」が目覚める。創世機のエネルギーをもらった第四世代機は格段にパワーアップし、創世機雷神皇を中心に反撃を開始する。機神兵団の猛攻を受けた異種知性体母艦は地上に敗走する。かくして「トライスター作戦」の第1段階「スターキャッチャー作戦」は成功を見た。
第2段階に移行する前、無限機関の理論設計論文を完成させたビルは真澄公彦に、死に瀕した柴火は白蘭花に、モジュールと異種知性体の正体に関して語る。それでも彼らは戦うことに決め、マリアンヌの「機神兵団発進せよ」の号令とともに遂に決戦が開始される。その一方で、異種知性体は、あくまで勝利を追求する工藤と、妥協し地球人と和睦しようとし始めた元老院メンバーとの対立で、内部分裂が始まっていた。周到な策、仲間の犠牲、さらには内部分裂に助けられ、兵団は遂に異種知性体母艦を撃破する。しかし、その直後3機の第四世代機は火を噴きながら墜落していった。そんなことができるのは、因果律を超えた存在である創世機しかいなかった。工藤は機神兵団による母艦撃破を好機として、母艦内の創世機「ゼウス」を起動したのだった。その瞬間から地球を簡単に打ち砕き、宇宙を作るほどの機械の神同士の激突が始まった。地球や宇宙、そして機神兵団の命運は如何に…。

## 登場兵器

### 第1部登場兵器

#### 機神兵団の兵器
機神とは、異種知性体を撃破した際に得た「モジュール」と呼ばれる機械心臓を使って作られた兵器およびそのシステムのことである。機神が人型に設計されたのは、モジュールが最も制御しやすいのは人型のためである。さらにモジュールは人格と呼べるほどの個性を持ち、己と極めて近い個性・波長の持ち主でなければ制御できないため、搭乗者の人選が困難である。相手がモジュールだと、自動照準が可能である。

##### 機神の種類
大きく分けて、初期型・改良型・次世代型（第2世代機）に分けられる。
初期型
雷神1号機（陸戦格闘型機神）
約2万馬力の出力を持つ、陸上格闘型機神。格闘だけでなくライフル、火炎放射器、ロケット弾といった武器を使える。最も強力な武装は両肩に付けられた超伝導電撃砲で、充電した電気を一斉に放射する。
竜神（潜水型機神）
53cm魚雷を両肩に装備し、水中戦を得意とする機神。潜水艇に変形可能。しかし、陸上で戦うことも可能で、ロケット弾やクラスター弾も備える。
風神（飛行型機神）
空中戦を得意とする機神。機首に機銃、両翼にロケット弾を備える。この機の任務は空中戦だけでなく指揮管制も司るようである。

改良型
異種知性体から奪取した、姑娘島で開発された強化パーツを既存の機神に装備した物。しかしそれでもパンツァーカバリエとの性能差は歴然としている。
- 雷神重装改
- 風神+
- 竜神FX

次世代型（第2世代機）
機神兵団の機神は機体や運用思想が、異種知性体の技術協力を受けて作られたパンツァーオルデン所属のパンツァーカバリエ達に比べ、極めて劣っていた。そのため、強化パーツで小改良された程度の機神達は劣勢に立たされることになる。そこで機神兵団は、姑娘島の基地を制圧した際に入手した異種知性体の技術を使い、機神を強化することになる。その特徴は、第一に常温核融合内燃機関であり、出力はそれまでの50倍、すなわち100万馬力以上になる。第二に右回転反重力システムを搭載していることである。この2つとその他の技術が合わさり、異種知性体の円盤機と同等の機動力を持つまでに至る。
雷神2号機
1号機がフェンリルに破壊されたため、急遽駆り出された機体。姿形は同じだが、中身は全くの別物である。前記核融合機関・右回転反重力システムのみならず機体が新フレーム、すなわち多目的超伝導構造になり、発生する反電磁フィールドによって強度が圧倒的に増加した。また、超伝導フレームを超伝導コンデンサとすることで、3.5PJのエネルギーを蓄え、超伝導電撃砲で放出することが出来る。
竜神
竜神の機体は変わらない（つまり厳密には第1世代機）が、前述の核融合エンジン・右回転反重力システムを付加したため、戦闘能力は大幅に上昇した。故に第2世代機に位置づけることにする。
風神
作中に詳細が出ていないので不明だが、竜神とほぼ同じ状況のようである。

##### その他の兵器
機神号（装甲列車）
輸送列車。突撃用の戦闘車両を先頭に付けることにより、それ自体かなりの戦闘能力を持つ。
富嶽
元は長距離爆撃機として、異種知性体の技術を流用して造られる。機神兵団では複数の任務を受け持ち、超巨大飛行機。陸上攻撃、長距離輸送、風神の母機、指揮まで何でもこなす。
愚乱怒素羅武（グランドスラム）
富嶽に装備された20t爆弾。恐るべき威力を誇り、空中から機神兵団を支援する。
800mm砲「轟神」
人類史上最大の火砲。その正体は枢軸国の盟友であるドイツから運ばれた巨大列車砲ドーラの三番砲である。据え付けて直射出来るほか、3体の機神を砲座とすることで、機動力や速射能力を上げることが出来る。円盤機搭載バリヤーをも貫けるが、多砲塔戦車のバリヤーは貫けない。フェンリルに奪われた後、雷神二型を撃った際に破壊される。
航空機
- 零戦43型
- 秋水
- 橘花

#### ナチス・ドイツの兵器
パンツァーカバリエ
ナチス・ドイツの製造した機神。
ウーイ・イデーク（新時代）
異種知性体の協力を得る前に作られた試作型パンツァーカバリエ。その馬力は雷神を凌駕するが、その他の性能は劣る。低性能のため、属国であるルッチェランドに払い下げられる。そして、ルッチェランドで機神兵団と剣を交える。
パンツァーオルデン（装甲騎士団）
新型パンツァーカバリエ。その能力・戦術的な力はウーイ・イデークや機神兵団の機神とは一線を画している。
3機1小隊による運用を想定しており、12小隊が計画されていた。
（ミッドガルド）シュランゲ
ジェット戦闘機型パンツァーカバリエ。比類無き高速性能と通常の飛行機では考えられない火力を持つ。なお、飛行時以外は人型に変形する。
フリュム
地面効果を利用し、高速移動を可能とした可潜エクラノプラン型パンツァーカバリエ。その重武装は強力で、砲陣地を瞬殺し、竜神の反撃を許さない程の攻撃力を持つ。
特筆すべきは、地上・水上を高速で移動し、水中に潜行し敵から隠れることが出来るのみならず短時間なら空中飛行さえ出来る点である。すなわち、他の全ての機神よりも汎用性が高いため、あらゆる作戦に使用できる。
フェンリル
最強の火力と守備力を持つ恐るべき戦車型パンツァーカバリエ。その装甲は、世界最強である800mm砲の0距離射撃を物ともせず、パンチだけで雷神1型を撃破してしまう。
フェンリルの真の恐ろしさは、あらゆる負の感情に満たされた本機のモジュールにあり、これまでも幾度と無く暴走を繰り返し、自陣営師団を壊滅させてきた。しかし、強い負の感情の持ち主であり、フェンリルのモジュールに極めて近い個性の持ち主のハンク・シュミットには制御が可能だった。だが、あることがきっかけで、モジュールとシュミットの感情の共鳴現象が起こり、その影響で敵味方構わず周囲の人々に負の感情を植え付け、互いに殺し合わせるという最悪の暴走を引き起こす。
また、あらゆる物理現象を操るモジュールの意識によって驚異的な復元能力を見せつける。
本来の運用思想は敵陣最深部に突入し、体内に内蔵された原子爆弾で自爆する。モジュールの自己再生機能により何度でも再生するという、歩く核ミサイルと言うべき最終殲滅決戦兵器である。フリュムとシュランゲはフェンリルの進路を確保するのが任務である。

#### 異種知性体の兵器
円盤機
バリヤーを張ることが出来るのみならず、反重力を使い、通常では考えられない機動力を見せる。
人型機

四足機

超巨大多砲塔戦車
白玉山の兵器陳列場などから奪った砲を多数付けた多砲塔戦車。通常は役に立たないが、異種知性体の技術によって攻守共に優れた陸上戦艦と化す。その火力は機神兵団を凌駕し、防御力はバリアーによって無敵に近い能力を持つ。また島から出られるようにするため、水中または水上行動もできるようである。

### 第2部登場兵器

#### PTO所属兵器
第三世代機であり、機神兵団の3機と、雷神量産型サンダーボルトによって構成される。第二世代までとの大きな違いは、馬力と第二世代までの武装は、超伝導電撃砲以外の武装は実弾兵器なのに対し、核融合炉を生かしたエネルギー兵器「荷電粒子砲又はレーザー砲」を装備していることである。その他に関しては不明である。
雷神三号機
多目的超伝導装甲・反重力システム・核融合炉4基搭載した雷神。駆動出力500万馬力で、二号機の5倍近くの出力。アラモゴード砂漠戦で敵強襲揚陸要塞を撃破する際、核爆発に巻き込まれて戦闘不能になる。雷神モジュールそのものが白蘭花を守るために行動した結果、モジュールは一時稼働停止し、融け残った機体は「ある人物」を象った姿に変わっていた。
竜神
初期から同一機体のまま何度も改修を繰り返した唯一の機神。そのため、厳密には第1世代機である。
武装は大型の荷電粒子砲（だと思われるが詳細は不明）。海に潜ると、海水中の重水素等を利用できるので、ほぼ無限の航続距離を誇る。また、電磁誘導現象を利用して、速度もマッハ1を誇る。しかし、北米から広島へ全力で疾走したため、核融合炉が壊れて使用不能になる。そのためパイロットとモジュールのみを回収して機体そのものは現地に遺棄された。
風神（二号?）
PTOの隊長機として、指揮管制から様々な任務をこなす機体。主翼から荷電粒子砲を放つ。
サンダーボルト
雷神三号機の量産型。ライフルタイプの武装を搭載。
トリニティ
対要塞用の試作原子爆弾。鉄塔が付いたままであり、直接目標にぶつけて使用するため完全な特攻用である。
トラペジウム1・2・3
爆撃機。それぞれファットマン、リトルボーイ改、シンマン改を搭載する。

#### 機神兵団所属兵器

##### 第四世代機（決戦機）
それまでの時間稼ぎのための機体と違い、それだけで異種知性体の要塞群と同等かそれ以上の性能を持つ機体。ジェネシス・シンクロナイザー・ハーモナイズによって、創世機からエネルギーを受け取り、起動前の100京倍の出力を発揮できる。創世機の子機として活動し、それ自体かなりの攻撃力を持つが、もっぱら創世機の活動を円滑にするため、支援戦闘などを行う。
また、創世機の無限のエネルギーによって装甲は、素粒子レベルで制御された正物質・反物質の合金である時空浸食性対消滅反応装甲（リアクティブアーマー）と化しており、攻撃が装甲に当たった瞬間に指向性対消滅反応のエネルギーによって時空間ごと消されてしまうため、この世の因果律内の攻撃では装甲を貫通することが出来ない。
風神皇
フィラデルフィアにて建造されていた二番決戦機。指揮管制のために常に最新の技術を使われてきた風神であったが、重力操作や全域ステルスすら可能となった。全域ステルス作動時は、肉眼での目視はおろか異種知性体のセンサーですら探知不能となる。なお、円盤型に変形可能。
竜神皇
姑娘島にて建造されていた機体。水中型である以前の竜神とは異なり飛行可能。創世機起動前ですらマッハ30以上出せる。
ケーニヒスフリュム
ルッチェランドにて建造されていた四番決戦機。竜神皇の同型機のため形状・性能とも同じ。
雷神F4C
身長18M、出力1100万馬力、1700tを誇る雷神の最終型。
第四世代機だが装甲は超伝導装甲のままである。
白蘭花が創世機から、機神システムを逆転してゼウスのコクピットに転移した際に、操縦者となった。
創世機(ジェネシスリアクター)
雷神皇（アンゴルモア）
異種知性体が回収しに来た、宇宙最強の存在。全長999m（アンテナ込みで1111m）、出力・質量は無限（エネルギーを質量に転換できるから）。その無限のエネルギーはビッグバンを起こし、宇宙を創成できるほどである。主砲の攻撃も侮れないが、アンテナから放つツングース砲は、大地を引き裂き、マグマの海に変えるほどの威力を持つ。
また、両肩に搭載しているバゴファントキャノンから放つMBH（マイクロブラックホール）貫通弾は、時空浸食性対消滅リアクティブアーマーさえ貫き、しかも連射できる。前述の通り、時空浸食性対消滅リアクティブアーマーは、素粒子レベルで制御されたものである。だが、ブラックホールの性質として、あらゆる物体がシュヴァルツシルト面に到達する前に、素粒子レベルでの破壊が出来る。そのため、対消滅反応による指向性の時空浸食が起きる前に素粒子レベルでの破壊が出来るMBH貫通弾によって貫通・破壊されてしまう。
その装甲は、創世機固有の次元に存在し、MBH弾をもってしても貫通できない。
操縦者は白蘭花。中枢部に設置された雷神F4Cの操縦室内で操縦する。白蘭花の特技であるモジュールとのシンクロにより、雷神を操縦者として遠隔操作による操縦が可能。また余剰スペース内に作戦居住区を持ち、機神兵団隊員が管制作業を行っている。

#### 異種知性体所属
機動帝国
異種知性体の母艦。その大きさはとてつもなく、異種知性体市民が居住可能で、多数の要塞を擁している。
バリアーは強力で、ある程度なら創世機の主砲さえ防げる。また、1908年にツングースカ大爆発の原因とされる主砲「ツングース砲」は原子爆弾とは比較にならないほどのエネルギーを誇り、ツングースカやルッチェランドを消滅させた。本来は創世機の機体として作られたようである。
なお、地球に攻めてきた機動帝国は、元老院と呼ばれる集団であって、評議会と呼ばれる機動帝国群とは異なる権限を持つ集団のようである。また、評議会の機動帝国の名はパンゲア・レムリア・ローラシア・ゴンドワナ等、かつて存在したとされる超大陸の名前である。
強襲揚陸要塞
棒状の要塞で、円盤機等多数の戦力を搭載している。要塞自体かなりの攻撃力を持ち、アラモゴード砂漠戦では恐るべき力を誇った。
しかし姑娘島戦では、インフレを起こしている第四世代機の前に歯が立たなかった。
重局地要塞
球状の要塞。作中では目立った戦闘描写が無いため詳細は不明だが、強襲揚陸要塞以上の戦力を秘めていると思われる。その重量などによってか、創世機起動前の第四世代機と互角のパワーを誇るようで、竜神皇と拮抗していた。しかし、起動後にハイパーインフレを起こした第四世代機の前には全くの無力であった。
ゼウス
アンゴルモアの同型機。故に性能は同じ。
工藤精作
元々人間であったが、モジュール（スターシード）を脳に移植することにより、創世機適合者・人間機神と化した。しかもそのモジュールは、恐らく白蘭花を幾度となく倒したホイ小手の前身だと思われるため、格闘能力そのものは白蘭花よりも高い。また、肉体も強化され、銃撃なども効かない。さらに、2つの脳を持つことで宇宙の粒子の動きさえ見通すことができるようになった。それにより人体の分子の隙間を利用したすり抜けや、刃先の原子核を相手の身体の原子核にぶつけて核融合反応を起こしつつ斬撃を加えるなど、人知を超えた戦闘能力を発揮した。
正体は過去に飛ばされた風神のモジュールが人間化した存在。

#### その他の事柄・兵器
Zファイル
創世機や異種知性体に関しての様々な情報が記されたファイル。創世機の起動コードまで書かれている。著者は異種知性体であって、ドイツ語でZのつく人物。最後の1頁には、モジュールと異種知性体の正体が明記され、異種知性体と人類は争ってはならないと記されている。
モジュール（スターシード）
異種知性体が宇宙空間を彷徨うための状態、つまり異種知性体そのものであり、クマムシの仮死状態のようなものである。地球人達には機械心臓だと思われていたが、その実態は生物である。そして地球人は、スターシードが宇宙空間を耐え凌ぎ、大気圏突入次の高温に堪え、地球に降りて、地上に適合した姿である。
異種知性体の技術は、スターシード状態の者も機械により動けるようにしたのである。
機神システム
機神システムとは、全く同じかほぼ同じ性質・精神を持つ操縦者とモジュール（スターシード）の、意識の共鳴現象が物理空間を支配することを利用して、鋼鉄の機体を自由に動かすシステムである。そして性質が合えば合うほど巨大な機体を動かせるようである。

## 主要登場人物

### 第1部
土岐 一馬（とき かずま）中佐
上海モニュメントロード事件を生き残ったことからエイリアンの存在を知り、彼らに対抗すべく機神兵団を組織した。
どんな苦境に陥っても信念を曲げずに目的を遂行する人物。
白蘭花（バーレーホー）
雷神の操縦士。死んだと噂されていた美貌のひとり馬賊。機械に精通し、それまでに沢山の車両を盗む。それだけでなく天才的な射手でもある。雷神強奪も、その一環であったが、雷神に出会い運命の扉を開く。
榊 大作（さかき だいさく）
竜神の操縦士。アマ相撲の横綱で元水兵。仲間思いの超熱血漢であるが、姉（真貴子）には頭が上がらない。
真澄 公彦（ますみ きみひこ）
風神の操縦士。天才飛行士で白蘭花並に射撃の名手。真澄家の御曹司である。
ビル（本名は勝呂・ウィリアム・義光）
アメリカ人と日本人のハーフで天才科学者。機神の設計等を担当。
マリアンヌ・ブルム
東欧の小国で永世中立国であるルッチェランド国王カーロス二世の婚約者だった。しかし、ナチスと手を組むことに反対したため、暗殺者に追われることになり、その際に公彦に助けられる。後にレジスタンスのリーダーになる。
カーロス二世
ルッチェランドの独裁者。小心者で、ナチスに自国を売る。ナチスはこの国を対ソビエト戦の前線基地としての使用、および異種知性体の拠点として提供しようとしていた。
真澄 石光（ますみ いしみつ）
真澄家当主で公彦の父親。伯爵の位を持ち、軍にもつながりがある。放蕩息子の公彦が真面目に頭を下げに来たので、機神兵団を独立させ、資金や国外脱出のための情報などを提供する。
榊 真貴子（さかき まきこ）
大作の姉。
柴火（ツァイホウ）
謎の男で、前に白蘭花が死にかけているところを助けた。胸を病んでいる。満州国皇帝とも顔見知りのようである。
ホイ小手（ホイノショウ）
青幇の殺し屋。圧倒的な戦闘力を持ち、白蘭花を追いつめる。しかし、ライバルと認めた白蘭花を、自分以外の者には殺させまいとして逃がしたため、制裁として仲間に片腕を切断される。
工藤 精作（くどう せいさく）大佐
関東軍の将校で、土岐のライバルだった男。
開戦に際し、強力な戦力である機神兵団を接収しようと試みる。
フーベルト・フォン・マイヤー少尉（後に昇格して中尉）
ミッドガルドシュランゲの操縦士。ドイツ人だがマリアンヌの遠い親戚であり、実はマリアンヌとルッチェランドを守りたくてナチスに入った。しかし、そのためにマリアンヌと敵対することになってしまう。
ハンク・シュミット曹長
フェンリルの操縦士。大量殺人者だが、他に適合者がいないため、やむなく使われることになった。虐待を受けて育ったため世の中を憎んでいて、世界を構成する自分以外の全ての人間に殺意を持つ。他人、特に自分の認めた者に内面を知られるのを極度に嫌う。
　ロンメル博士
　ナチスの博士で、パンツァーオルデンの技術部所属。フェンリルの四号モジュールの危険性を早い時期から訴えてきた。
　アンナ・レリーバ・ストシャウコフスカヤ
　ルッチェランドの通信員。ナチスに追われていた公彦とマリアンヌの逃亡を手助けする。また大連にてモジュールを持って国際連盟の査察船にてアメリカに脱出する。

### 第2部
土岐 一馬（とき かずま）隊長
工藤の行動をことごとく先読みし、何処で学んだか相撲の荒技を操るなど、数々の謎を持っていた。その正体は、過去に跳ばされた竜神のモジュールが人間化した存在であった。
白蘭花（バーレーホー）
最終局面で、彼女が過去に跳ばされた雷神のモジュールから誕生した存在だったことが判明する。
榊 大作（さかき だいさく）

真澄 公彦（ますみ きみひこ）

ビル（本名は勝呂・ウィリアム・義光）

工藤精作（くどう せいさく）
異種知性体と交渉に行き、そのまま行方不明だった日本軍の元准将。しかし、交渉が成功するどころか、創世機適合者だったために異種知性体の長である「銀河帝国初代皇帝」として機神兵団の前に現れる。
マリアンヌ・ブルム
元ルッチェランド女王だが、内戦による国外での活動や国土消滅のために「国無き世界の女王（ホームレスクィーン）」の異名をとる機神兵団の長。今は無きルッチェランドに戻るために機神兵団に戦いを命じる。
カーロス二世
マリアンヌに王位を剥奪されたことを根に持ち、マリアンヌに対しての復讐と自分が栄誉を得る機会をうかがう。
柴火（ツァイホウ）
パナマ風邪にかかり肺の病が進行し、余命幾ばくもない。実は白蘭花とは幼少のころからの知り合いで、ある目的のために白蘭花に格闘・銃・機械等を教え込んでいた。
その正体は異種知性体の試験移民団の生き残りである。
フーベルト・フォン・マイヤー
ルッチェランド攻防戦で、重傷を負い、光・音・行動の自由を奪われてしまったが、戦う術（ケーニヒスフリュム）を与えられ、マリアンヌのために戦う。
ハリー・S・トルーマン、ヨシフ・スターリン、ウィンストン・チャーチル
第二次世界大戦戦勝国の元首達。異種知性体に敵わないと思っており、和睦したがっている。
そのため、勝手に戦うマリアンヌや機神兵団の行動を不快に思っている。
タキ
真澄家の使用人。第二次世界大戦中は榊真貴子とともに広島に疎開していたが、戦後は鎌倉の真澄家別邸にもどっている。